# Ignacio López Rayón
Ignacio López Rayón (Tlalpujahua Michoacán, 1773 – Città del Messico, 1832) è stato un indipendentista messicano, che comandò il movimento d'indipendenza del suo Paese alla morte di Miguel Hidalgo y Costilla.

## Biografia
Nato a Tlalpujahua, Michoacán, nel 1773, studiò diritto nel collegio di San Idelfonso. Allo scoppio della Guerra d'indipendenza del Messico si unì alle forze di Hidalgo e comandò la difesa di Zitacuaro. Pochi mesi dopo venne nominato segretario privato di Hidalgo, Segretario di Stato e firmò l'abolizione della schiavitù il 6 dicembre 1810. Nello stesso periodo incaricò Francisco Severo Maldonado di creare il primo giornale rivoluzionario: La sveglia americana.
Alla morte di Hidalgo ritornò a Michoacán e nel 1813 fece parte del Congresso costituente capitanato da Morelos a Chilpancingo. Quattro anni più tardi venne preso e rimase prigioniero fino al 1820. Alla fine della guerra venne nominato tesoriere del governo di San Luis Potosí.
Morì il 2 febbraio 1832 a Città del Messico.